# Török József (zenész)
Török József  (Szombathely, 1960. február 3. –) magyar zenész, zeneszerző, billentyűs, énekes, a Lord együttes egykori billentyűse.

## Életpályája
Szülővárosában él. Gyermekkora óta foglalkozik a zenével, melyet apai ágon örökölt, édesapja is zenész volt. A szombathelyi Hámán Kató Általános Iskola zenei osztályával párhuzamosan, a szintén szombathelyi Bartók Béla Zenei Általános Iskola zongora szakán tanult. Némethné Molnár Lenke zongoratanár első tanítványa volt, aki nagy odaadással foglalkozott vele. 
Autószerelőként folytatta tanulmányait a középiskolában, melyet érettségivel zárt. Középiskolás évei alatt még csak hobbi szinten zongorázott, amikor 1978-ban csatlakozott első zenekarához, a szombathelyi Aero együtteshez.
1978-ban a Lord billentyűst keresett, és mivel a zenekar akkori technikusa a szomszédja volt, az ajánlásával 1979 őszén már a Lord együttesben játszott. Erős Attilával nagyszerű szerzőpárost alkotva, egymást inspirálva születtek meg a máig is ismert Lord-dalok. Első saját szerzeménye a "Fehér Galamb", de a nevéhez köthető többek között a "Kisfiú", a "Napvilág", a "100 év", a "Kell az értelem", valamint az 1979-ben íródott "Vándor" című dal zenéje, amelynek szövegét akkori barátnője, Spielmann Erika írta. Ezekben az években Moog és Korg Polysix szintetizátoron, Korg 3 orgonán és Fender zongorán játszott. 1984-ben távozott a Lord zenekarból megélhetési gondok miatt.
Ezután polgári foglalkozásba kezdett, de mellette 1985-ben csatlakozott az időközben megalakult Sipőcz Band elődjéhez, a Dandys zenekarhoz amelynek 1987-ig volt tagja. A Dandysből való távozása után eladta hangszereit, és kizárólag a hétköznapi munkával foglalkozott. 
2005-ben adódott a lehetőség számára, hogy a Lord zenekar akkori billentyűsét, Gidófalvy Attilát helyettesítse, amikor a Lord koncertek ütköztek a Karthago zenekar fellépéseivel. Ekkor újra csatlakozott a Lordhoz mint állandó vendég és kisegítő billentyűs. Jelenlegi hangszerei egy Korg Trinity Plus és egy Roland VR760 orgona. A Lord együttes 35 éves és 40 éves jubileumi koncertjeinek vendége, amelyekről CD és DVD kiadványok is készültek. 
2014 december végéig dolgozott a Lord zenekarral. Ezután egészségügyi okok miatt visszavonult.

## Elismerései
- 2012 Emberi Erőforrások Minisztériuma: Miniszteri Elismerő Oklevél a Lord zenekar megalakulásának 40. évfordulója alkalmából
- 2012 Vas Megye Közgyűlése Elnöke: Lord Zenekar – Emlékplakett
- 2012 Sitke Önkormányzat: Lord zenekar – Sitkei Kápolnáért Emlékérem

## Zenekarok
- Aero (1978-1979)
- Lord (1979-1984), (2006-2014 állandó vendég)
- Dandys (1985-1988)

## Külső hivatkozások
- 40 éve szól a Lord! A zenekar dalszövegei 1972–2012 könyvbemutató